# Tierschutz im Nationalsozialismus
Tierschutz im Nationalsozialismus bezog sich vor allem auf tierschutzrechtliche Regelungen zum wissenschaftlichen Tierversuch (Vivisektion) und das rituelle jüdische Schächten ohne vorgängige Betäubung des Tieres. Am 1. Februar 1934 trat das erste reichsweit gültige Tierschutzgesetz (Deutschland) in Kraft.

## Tierschutz und NS-Ideologie
Adolf Hitler propagierte eine vegetarische Ernährung und zeigte sich privat gern mit seiner Hündin Blondi. Auch Hermann Göring war nicht nur Reichsjägermeister, sondern gab sich öffentlich auch als Anhänger des Tierschutzes. Neben dem Tierschutz war auch der Naturschutz im Nationalsozialismus ein wichtiges Propagandathema. Das nationalsozialistische Tierschutzgesetz vom 24. November 1933 war das erste, das für das gesamte Deutsche Reich galt und gehörte zu den frühen, zentralen Gesetzgebungsmaßnahmen der Anfangszeit des Regimes. Es wurde intensiv propagandistisch begleitet. Später wurden Tierschutzaspekte ökonomischen wie wehrwirtschaftlichen Zielen zunehmend untergeordnet.
Vorarbeiten zum Tierschutzgesetz von 1933 fanden bereits in der Weimarer Republik statt. Mehrere Tierschutz-Gesetze im deutschsprachigen Raum gehen maßgeblich auf das in der Zeit des Nationalsozialismus verabschiedete Konzept zurück. Heutige, rechtsextremistische Positionen zum Tierschutz und besonders zum Schächten stehen in der Tradition des nationalsozialistischen Tierschutzes.
Ab November 1933 wurden „entschiedene Gegner der Tierquälerei“ mit der Adolf-Hitler-Medaille ausgezeichnet. Der Reichstierschutzbund, in dem die rund 700 deutschen Tierschutzvereine gleichgeschaltet worden waren, wurde mit jährlich 30 000 Reichsmark aus dem Etat der Präsidialkanzlei unterstützt.
Tiere als Metapher wurden in der nationalsozialistischen Ideologie auch für rassistische und antisemitische Zwecke verwendet. Als Beispiel lässt sich der Vergleich von Juden mit Ratten als „hinterlistige“, „feige“ und „grausame“ Tiere anführen, wie er im Film Der ewige Jude propagandistisch eingesetzt wurde. Hier zeigt sich, wie auch Tiere ideologisch hierarchisiert und die daraus resultierende Einordnung als „Schädlinge“ oder „Parasiten“ und somit nicht schützenswerte Tiere bildlich auf bestimmte Menschengruppen übertragen wurden.

## Historische Hintergründe
Ende des 19. Jahrhunderts war Tierschutz in Deutschland häufig mit antisemitischen Theorien verbunden. Bedeutende Teile der Tierschutzbewegung des 19. und frühen 20. Jahrhunderts in Deutschland sahen Vivisektion und Schächtung als Ausdruck einer „jüdischen“ Medizin und stellten eine direkte Verbindung her. Vegetarier, Tierschutz- und Naturheilvereine waren Teil der sozialen Bewegung, die als Lebensreform bekannt wurde und in allen Bevölkerungsschichten und politischen Gruppen, auch dem Nationalsozialismus, verbreitet war.
Eine rechtliche und gesellschaftliche Anerkennung analog zu der von Queen Victoria geförderten Royal Society for the Prevention of Cruelty to Animals blieb aber zunächst für den deutschen Tierschutz aus. Das Reichsstrafgesetzbuch von 1871 bestrafte nicht die Tiermisshandlung als solche, sondern nur öffentliches Ärgernis daran. Es blieb damit beispielsweise hinter den englischen Tierschutzregelungen zurück. Dagegen liefen die in erheblichem Maße rechtsgerichteten und oft auch antisemitisch orientierten Tierschutzvereine erfolglos Sturm.
Der Erlass des preußischen Kultusministers Gustav von Goßler verschärfte 1885 die vorhandenen Bestimmungen zur Vivisektion. Tierversuche sollten nur auf ernsthafte Forschungszwecke beschränkt und möglichst an niederen Tieren ausgeübt werden. Weitergehende Petitionen und Initiativen zum Tierschutzrecht blieben mit Hinweis auf diese Regelung mehrfach erfolglos. Die Forderungen der Anti-Vivisektionisten fanden jedoch bei der wachsenden Zahl völkisch gesinnter Menschen großen Zuspruch. Im April 1930 bekräftigte der Erlass des preußischen Kultusministers Adolf Grimme den Goßler-Erlass zur Regelung von Tierversuchen an den Hochschulen z. B. mit der Forderung, zu Ausbildungszwecken nur Filme von Tierexperimenten einzusetzen. Dies genügte aber den in über 700 verschiedenen Vereinen und Organisationen engagierten Tierschützern nicht.
Bereits im Januar 1930 hatte der Bayerische Landtag ein Gesetz über das Schlachten von Tieren verabschiedet, das das Schlachten von Rindern, Schweinen, Schafen, Ziegen, Pferden, Eseln, Maultieren, Mauleseln und Hunden nur nach vollständiger Betäubung zuließ. Laut dem entsprechenden Gesetz konnte die Betäubung durch mechanische Apparate oder mittels Kopfschlag vorgenommen werden. Zuwiderhandlungen wurden mit Geldstrafen oder mit Gefängnis bis zu sechs Monaten bestraft.

## Gesetzgebung
Die Argumentation von Nationalsozialisten und radikalen Tierschützern war über den Antisemitismus eng verbunden. Tierversuche galten Vielen als das Werk jüdischer Wissenschaftler und „verkörperte[n] die angeblichen Bestrebungen, den germanischen Menschen von der ihm eigenen Naturverbundenheit zu lösen und an deren Stelle eine mechanistische, die Natur ausbeutende Wissenschaft zu etablieren.“
Manche der Tierschützer und Tierversuchsgegner, die antisemitische Tendenzen kritisiert hatten, gingen nach der Machtübernahme 1933 ins Exil, wie etwa der Schriftsteller Magnus Schwantje und der Historiker und Friedensnobelpreisträger Ludwig Quidde.

### Schlachten
Das „Gesetz über das Schlachten von Tieren“ vom 21. April 1933, in Kraft getreten am 1. Mai 1933, gebot in § 1, warmblütige Tiere beim Schlachten vor Beginn der Blutentziehung zu betäuben. Ausnahmen waren nur bei Notschlachtungen gestattet. Das rituelle jüdische Schächten ohne vorgängige Betäubung des Tieres war damit nicht mehr zulässig. Vorsätzliche oder fahrlässige Zuwiderhandlungen wurden mit Gefängnisstrafen bis zu sechs Monaten oder Geldstrafen bestraft. Die „Verordnung über das Schlachten von Tieren“ vom selben Tag enthielt nähere Bestimmungen über die Vorbereitung und Durchführung des Schlachtvorgangs.
Das Gesetz gehörte zu den ersten und in erheblichem Maß propagandistisch verwendeten Gesetzgebungsmaßnahmen der NS-Zeit, die eine Vielzahl weitverbreiteter antisemitischer Ressentiments bediente und die religiösen Freiheiten der Juden erheblich einschränkte.
In der Endphase des Zweiten Weltkriegs erließ das Oberkommando der Wehrmacht einen Befehl, der muslimischen Kriegsgefangenen das Schächten erlaubte. In dieser Ausnahme des Schächtverbots kann man ein Indiz auf den antisemitisch motivierten Charakter des 'Gesetzes über das Schlachten von Tieren' sehen.

### Tierversuche
1932 schlug die NSDAP ein Verbot der Vivisektion von Tieren vor.
Am 16. August 1933 verbot Hermann Göring in seiner Funktion als preußischer Ministerpräsident die „Vivisektion an Tieren aller Art für das gesamte preußische Staatsgebiet“ per Erlass. Dazu wurde eine Karikatur im Kladderadatsch vom 3. September 1933 bekannt, die Versuchstiere beim Zeigen des Hitlergrußes gegenüber Hermann Göring zeigte.
Das Tierschutzgesetz (Reichstierschutzgesetz) wurde am 24. November 1933 verabschiedet und trat am 1. Februar 1934 in Kraft. Es war maßgeblich von Clemens Giese und Waldemar Kahler erarbeitet worden. Ein Verbot von Tierversuchen, wie propagandistisch angekündigt, wurde nicht eingeführt, jedoch eine Erlaubnispflicht des Reichsinnenministeriums für universitäre Tierversuche, und zahlreiche Vorschriften, die bei deren Ausführung zu beachten waren. Tierquälerei wurde mit Gefängnisstrafe bis zu zwei Jahren und mit Geldstrafe oder mit einer dieser Strafen bestraft. Zwischen 1933 und 1941 gab es insgesamt 25.537 Verurteilungen.
Im Verlauf des Zweiten Weltkriegs kam es zunehmend zu einem Versuchstier- und Futtermangel, der teils durch illegale Beschaffungsmethoden behoben werden sollte.
Tierversuche wurden beispielsweise auf dem Gebiet der bakteriologischen und serologischen, aber auch der Krebsforschung durchgeführt. Der Fokus verschob sich jedoch bald auf „kriegswichtige“ Forschungsprojekte, auch an außeruniversitären Einrichtungen wie dem Hygiene-Institut der Waffen-SS, die die Erlaubnis zum uneingeschränkten Überschreiten des Tierschutzgesetzes erhielten. Neben der Impfstoff-Forschung des Freiburger Professors Paul Uhlenhuth wurde auch die Arbeit an biologischen Kampfstoffen nicht nur an Tieren, sondern auch durch Menschenversuche in nationalsozialistischen Konzentrationslagern betrieben und später im Nürnberger Ärzteprozess verhandelt.

## Reichstierschutzgesetz
Das Tierschutzgesetz (Reichstierschutzgesetz) wurde am 24. November 1933 verabschiedet und trat am 1. Februar 1934 in Kraft. Es war maßgeblich von Clemens Giese und Waldemar Kahler erarbeitet worden.
Die DDR führte den § 145b StGB (vgl. oben) wieder ein. Ab 1968 war Tierquälerei in § 250 Strafgesetzbuch (DDR) geregelt, leichtere Fälle konnten als Ordnungswidrigkeit geahndet werden.
In der Bundesrepublik Deutschland und Österreich blieb das Reichstierschutzgesetz zunächst gültig. Wesentliche Aspekte aus dem Reichstierschutzgesetz wurden in die neuen Gesetze zum Tierschutz übernommen. So wurde in der Bundesrepublik Deutschland 1972 ein neues Tierschutzgesetz verkündet, das mehrfach geändert wurde (vgl. Tierschutz in Deutschland nach 1945). 1986 wurde in der Bundesrepublik mit der Neufassung des § 1 die „Verantwortung des Menschen für das Tier als Mitgeschöpf“ zum Grundsatz des Tierschutzrechts erhoben und im Jahr 2002 wurde mit der Änderung des Art. 20a des Grundgesetzes der Schutz der Tiere zum Staatsziel.
Siehe auch Tierschutzrecht, dort ist auch die Weiterentwicklung in Österreich als Landes- und Bundesrecht dargestellt.